# 时空探索者与量子等效原理空间测试
时空探索者和量子等效原理空间测试（STE-QUEST）是一项提议的卫星任务，旨在高精度测试爱因斯坦等效原理并探索宇宙中新的基础成分及相互作用。它应该包含一台原子干涉仪。 

2011年，该提案入选欧洲航天局宇宙愿景计划中五个候选项目之一，进入初始评估阶段。 
2014年2月19日，柏拉图号任务从包括时空探索者和量子等效原理空间测试在内的其他候选提案中胜出。